# 豪梅·科斯塔
豪梅·比森特·科斯塔·霍尔达（西班牙語：Jaume Vicent Costa Jordá；1988年3月18日—）是一位西班牙足球運動員。在場上的位置是左後衛。現效力於西甲球隊馬略卡。他也曾代表西班牙各級國少隊參賽。

## 榮譽

### 球會
比利亞雷阿爾
- 欧足联欧洲联赛冠軍：2020–21賽季[2]

## 外部連結
- Soccerway資料庫：豪梅·科斯塔